# 彼济达
瑞典的彼济达（英語：Bridget of Sweden，1303年—1373年7月23日），又稱瓦斯泰納的貝爾吉塔（Birgitta of Vadstena）或譯畢哲、聖婦彼濟大，出生名貝爾吉塔·比爾格斯多特（瑞典語：Birgitta Birgersdotter），瑞典主保圣人、神秘主义者，聖畢哲女修會創辦人，有8个子女。1344年丈夫去世后，入熙篤會隐修院。1350年后住在罗马。为了从阿维尼翁救回教宗，死于朝觐圣地。